# Marie Devereux
Marie Devereux, pseudonimo di Patricia Sutcliffe (27 novembre 1940 – 30 dicembre 2019), è stata un'attrice e modella britannica.
Ha recitato nei film Il marchio, I pirati del fiume rosso, Cleopatra, Il corridoio della paura e Il bacio perverso.